# Giambattista Manfredi
Giambattista Manfredi (Napoli, 7 luglio 1758 – 1º novembre 1842) è stato un funzionario e presbitero italiano. Noto anche come Giovanni Battista Manfredi o anche Giovan Battista Manfredi, fu un insegnante dell'Università degli Studi di Altamura (1747-1812), dove insegnò prima eloquenza e in seguito filosofia naturale, oltre che essere canonico e vicario generale. Fu uno dei fondatori del Reale Istituto d'Incoraggiamento di Napoli e dell'Accademia italiana di Livorno. Parteggiò per la Repubblica Napoletana (1799) ed era affiliato alla massoneria.

## Biografia
Giambattista Manfredi nacque a Napoli il 7 luglio 1758. Suo padre era l'altamurano Vitangelo Manfredi, mentre sua madre era una certa Caterina Rossetti della città di Santa Maria di Capua. In seguito la sua famiglia si trasferì nella città di suo padre, Altamura e nel corso della sua vita si sentì sempre altamurano. Studiò prima lettere, filosofia e giurisprudenza nell'Università di Studi di Altamura, per poi laurearsi all'Università degli Studi di Napoli. Srguì per certi versi una carriera simile a quella seguita da Mario Tirelli, divenendo prima canonico e poi tesoriere e cantore della Cattedrale di Altamura. Fu anche insegnante di eloquenza e filosofia naturale presso l'Università degli Studi di Altamura.
A dicembre del 1798, allorché il re Ferdinando I delle Due Sicilie abbandonò Napoli rifugiandosi in Sicilia e pochi giorni prima della Rivoluzione altamurana, in casa sua ad Altamura si tennero riunioni alle quali parteciparono le persone più in vista e illuminate della città al fine di decidere sul da farsi. Durante la Rivoluzione altamurana (1799), insieme a Mario Tirelli e ad altri, fu nominato dal Governo dipartimentale giudice di pace.
Dopo i fatti del 1799, fu costretto, come accadde per altri, ad allontanarsi da Altamura. Prima fu a Napoli, dove si rifugiò a casa dei suoi amici Montaruli. Come raccontato da Luca de Samuele Cagnazzi, all'arrivo dei sanfedisti a Napoli i suoi amici furono arrestati e Manfredi fu lasciato senza vesti. In seguito Manfredi stesso fu arrestato e imprigionato sull'Isola di Santo Stefano. Poté uscire solo con la pace di Firenze (1801), allorché il re Ferdinando I delle Due Sicilie dovette (sulla base dell'accordo stipulato) rilasciare i prigionieri dei fatti del 1799. Le cose cambiarono in seguito con la salita al trono di Giuseppe Bonaparte e Gioacchino Murat. Come Mario Tirelli, era iscritto alla Carboneria e anche alla Massoneria.
Nell'aprile 1806,fece parte della Deputazione della città di Altamura, insieme a Cagnazzi e altri due laici, che fu inviata a Matera in occasione del passaggio di Giuseppe Bonaparte.

## Cariche ricoperte
- Canonico;[5]
- Tesoriere e cantore della Cattedrale di Altamura;[5]
- Professore di eloquenza e filosofia naturale presso l'Università degli Studi di Altamura;[5]
- Giudice di pace durante la Repubblica Napoletana del 1799;[5]
- Membro della Societò di Agricoltura (Bari);[7]
- Socio e corrispondente del Reale Istituto d'Incoraggiamento di Napoli e dell'Accademia Italiana di Scienze, Lettere ed Arti, fondata a Livorno nel 1807;[7]